# عباس قریب (بازیکن فوتبال)
عباس قریب (زاده ‎۷ فروردین ۱۲۹۵- درگذشته ‎۲۵ شهریور ۱۳۸۸) از تهران بازیکن فوتبال ایرانی است. او در تیم ملی فوتبال ایران بازی کرده است. وی عضو اولین تیم ملی فوتبال ایران در سال ۱۹۴۱ در مقابل تیم ملی فوتبال افغانستان بوده است.